# Tuxpan, Nayarit
Tuxpan là một đô thị thuộc bang Nayarit, Mexico. Năm 2005, dân số của đô thị này là 28550 người.